# Wiktor Jurjewitsch Schmalko
Wiktor Jurjewitsch Schmalko (russisch Виктор Юрьевич Шмалько; * 9. Juli 1990 in Samara) ist ein ehemaliger russischer Bahn- und Straßenradrennfahrer.

## Sportliche Laufbahn
Wiktor Schmalko wurde 2008 auf der Bahn zusammen mit seinen Landsleuten Artur Jerschow, Konstantin Kuperassow und Matwei Subow Vizeweltmeister in der Juniorenklasse. Seit 2009 fährt er für das russische Katusha Continental Team. Beim Bahnrad-Weltcup 2009/10 wurde Schmalko in Melbourne Dritter im Scratch, und in der Einerverfolgung belegte er den zehnten Platz. 2012 belegte er Rang zwei in der Gesamtwertung der Baltic Chain Tour.

## Erfolge
2008
- Junioren-Weltmeisterschaft – Mannschaftsverfolgung (mit Artur Jerschow, Konstantin Kuperassow und Matwei Subow)

2011
- U23-Europameisterschaft – Scratch

## Teams
- 2009 Katusha Continental Team
- 2010 Katusha Continental Team
- 2011 Itera-Katusha
- 2013 Itera-Katusha